# Kevin Stitt (Politiker)

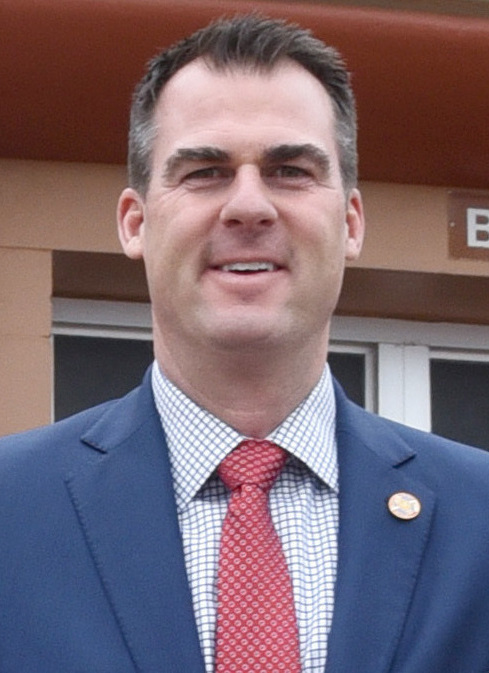
Kevin Stitt (2019)

John Kevin Stitt (* 28. Dezember 1972 in Milton, Florida) ist ein US-amerikanischer Politiker der Republikanischen Partei. Bei der Gouverneurswahl am 6. November 2018 wurde er zum Nachfolger von Mary Fallin gewählt. Er trat sein Amt als Gouverneur des Bundesstaates Oklahoma am 14. Januar 2019 an. Er ist der erste US-Bürger mit indianischen Vorfahren, der zum Gouverneur eines US-Bundesstaates gewählt wurde.

## Familie, Ausbildung und Beruf
Stitt wuchs in Norman im Bundesstaat Oklahoma auf, wo sein Vater Pastor war. Er besuchte die Oklahoma State University und schloss mit einem Bachelor of Science in Rechnungswesen ab. 
Er war einige Jahre im Finanzsektor tätig und gründete im Jahr 2000 ein eigenes Unternehmen namens Gateway, einen Finanzdienstleister. Bis 2018 leitete er Gateway als CEO. Er ist weiterhin als Chairman tätig. Unter Stitts Leitung engagierte sich Gateway auch im Ausland in der Entwicklungshilfe. So half Gateway beim Bau und der Finanzierung einer Schule in Nigeria oder beim Bau und der Finanzierung einer Farm für Waisenkinder in Uganda.
Stitts Urgroßvater, ein Indianer vom Stamm der Cherokee, erhielt aufgrund seiner Abstammung Land zugewiesen. Dieses ist noch heute in Familienbesitz. 
1998 heiratete er Sarah, aus der Ehe gingen sechs Kinder hervor. Sie leben in Tulsa.

## Politische Laufbahn
Im August 2017 gab Stitt bekannt, sich für das Amt des Gouverneurs von Oklahoma zu bewerben. Amtsinhaberin Mary Fallin durfte aufgrund einer in der Verfassung von Oklahoma vorgesehenen Amtszeitbeschränkung nicht erneut kandidieren. 
Bei den Vorwahlen der Republikaner erreichte Stitt den zweiten Platz. In der folgenden Stichwahl setzte er sich gegen den früheren Bürgermeister von Oklahoma City, Mick Cornett, durch und wurde Kandidat der Republikaner für die Hauptwahl, die am 6. November 2018 stattfand. Er erhielt dabei die Unterstützung von Cornett, Ted Cruz, Rick Santorum, Tom Coburn und Donald Trump. 
Sein Gegenkandidat war Drew Edmondson (Demokraten), ein ehemaliger Attorney General von Oklahoma. Obwohl Oklahoma als relativ klar den Republikanern zugeneigter Staat gilt, deuteten Umfragen auf ein Kopf-an-Kopf-Rennen zwischen Stitt und Edmondson hin. Dies veranlasste US-Vizepräsident Mike Pence zu mehreren Wahlkampfauftritten für Stitt. Stitt gewann die Wahl mit 54,3 % der abgegebenen Stimmen und wurde am 14. Januar 2019 als neuer Gouverneur von Oklahoma vereidigt. Bei den Gouverneurswahlen in den Vereinigten Staaten 2022 stellte er sich zur Wiederwahl.

### Positionen
Stitt gab am 15. Juli 2020 bekannt, dass er an COVID-19 erkrankt ist. 
Davor war keine COVID-19-Erkrankung eines US-Gouverneurs bekanntgeworden.
Während Gesundheitsexperten für Auffrischungsimpfungen warben, erklärte Stitt, dass er keine benötige. Stitt verhinderte, dass die Impfung gegen Corona zur Liste der vorgeschriebenen Impfungen für Schüler hinzugefügt wird. Stitt sprach sich während des pandemiebedingten Lehrermangels gegen Schulschließungen aus und forderte stattdessen andere Staatsbedienstete auf, als Aushilfslehrer einzuspringen.
Stitt setzte ein Gesetz in Kraft, das jene Krankenhäuser von Corona-Hilfsgeldern ausschließt, die geschlechtsanpassende Maßnahmen für Minderjährige anbieten.
Stitt ist ein Befürworter der Todesstrafe. In seiner Amtszeit als Gouverneur wurden bislang drei zum Tode verurteilte Menschen, deren Begnadigung Stitt ablehnte, durch die Verabreichung einer Giftspritze getötet: John Grant am 28. Oktober 2021, Bigler Stouffer am 9. Dezember 2021 und James Coddington am 25. August 2022.